# Поэзия рити
Поэзия рити, или ритикавья, — индийская орнаментальная поэзия периода с середины XVII до начала XIX веков. Поэзия усложнённого стиля, ориентирующаяся на санскритскую поэтику, откуда и был заимствован сам термин «рити». Рити понимается в широком смысле как определённый стиль исполнения сочинений в виде трактатов, рассматривающих те или иные эстетические категории поэзии, либо сочинение стихов на основе канонических правил. В классической индийской поэтике рити является, наряду с дхвани (скрытое содержание поэзии, букв. «отзвук»), раса (поэтическая эмоция, букв. «вкус»), аланкара (поэтическая фигура, букв. «украшение») и вакрокти (метафора, букв. «гнутая речь»), одним из пяти основных её принципов.

## Общие сведения
Поэзия рити являлась по преимуществу поэзией куртуазной, призванной «услаждать слух» и развлекать узкую и достаточно искушённую в поэзии аудиторию царского собрания (дарбара) — это определяло основные тенденции её развития. В ней преобладали стихи панегирической тематики, а также сочинения любовного и эротического характера, возрождавшие каноны классической санскритской поэзии.
С начала мусульманского правления в Северной Индии придворная поэзия создавалась на языке, который не являлся разговорным языком населения: в Могольской Империи это был по преимуществу язык фарси. С течением времени ко дворам принявших вассалитет индусских князей, мусульманской знати, натурализовавшейся в Индии, и самих императоров получают доступ поэты, сочинявшие стихи на местных индийских языках, в первую очередь на брадже (западном диалекте хинди, основном языке средневековой поэзии).
Литераторы этого периода обращались к наследию санскритского канона с тем, чтобы почерпнуть из него средства художественной выразительности, орнаментальные и стилистические приёмы, способы проявления скрытого смысла. В то же время перед поэтами стояла задача популяризации в своей аудитории теоретических основ поэтики и творческого их воплощения в поэзии — задача формирования эстетического вкуса и интереса к поэзии классического образца.
Многие из придворных поэтов посвящали свой труд переложению на брадж наиболее авторитетных санскритских трактатов о поэзии. Другие авторы были более самостоятельны и свободны в своём творчестве и составляли свои произведения из стихотворений собственного сочинения, также формируя своего рода «трактат» по образцу и на основе одного или нескольких санскритских трудов. Такая форма посвящения произведения правителю отвечала требованиям придворного этикета и служила подтверждением учёности и искусства поэта. В начале трактата обычно присутствовала посвятительная преамбула с традиционной структурой и содержанием, далее следовали краткие определения, более или менее последовательно излагающие аспекты теории, которые сопровождались иллюстрирующими их поэтическими примерами. Большинство авторов таких сочинений уделяли внимание сразу всем или нескольким разделам классической теории поэзии (аланкарам, расам, дхвани и др.).

## Средства эстетического воздействия поэзии
В индийской поэтике учение о расе как важнейшей характеристике художественного произведения развивается в трудах многих теоретиков литературы.
В трактате легендарного мудреца Бхараты Муни «Наука о театре» (Натьяшастра, II в. до н. э. — первые века н. э.) рассматриваются особенности стиля и языка драматического произведения. Большой интерес представляет учение Натьяшастры о расах как эстетических эмоциях, возникающих у зрителей в ответ на эмоциональный пафос художественного произведения. В трактате Бхараты различается 8 рас: любовная (śṛṅgāra), героическая (vīra), гневная (raudra), отвратительная (bībhatsa), комическая (hāsya), удивительная (adbhuta), горестная (karuṇa), ужасная (bhayānaka). Эти эмоциональные состояния, порождаемые восприятием художественного произведения, коррелируют с так называемыми «постоянными чувствами» (bhāva), испытываемыми героями: любовное влечение (rati), воинственное воодушевление (utsaha), гнев (krodha), отвращение (jugupsā), веселье (hāsa), удивление (vismaya), печаль (śoka), страх (bhaya). «Постоянные чувства» проявляются внешними переживаниями, преходящими чувствами и «признаками» эмоциональных состояний.
В трактате Анандавардханы «Дхваньялока» понятие расы сопрягается с выдвинутой этим учёным концепцией дхвани (dhvani — «отзвук») как «подразумеваемого», глубинного смысла высказывания.
В основе представлений о целях поэзии и сущности «поэтического» в теоретических разработках санскритской поэтики лежит общий принцип, представленный трудами школы «аланкаравадинов» (VII—IX вв. н. э.), выработавшей концепцию «непрямого высказывания» (вакрокти), которое и составляет специфику поэтической речи. Этот принцип основан на представлении о замысле поэта, который не может быть выражен непосредственно, в текстуальном плане, но выражается поэтическим высказыванием «непрямо», с помощью особых технических средств — аланкар («украшений»), поэтических фигур, функционально предназначенных для создания того или иного типа замысла.

## Основные представители
Основателем традиции создания поэтологических трактатов на брадже считается Кешавдас (1555—1617). С его именем историки литературы связывают начало периода рити. Кешавдас был поэтом при дворе сына правителя княжества Орчха (Бунделкханд). Одно из самых известных его произведений — поэма «Рамачандрика» («Лунное сияние Рамы»). В основу её повествования положена Рамаяна и ряд поздних санскритских драм. Это произведение излагает историю Рамы в описаниях и диалогах, а также является трактатом по метрике: каждая строфа в нём иллюстрирует особый силлабический, песенный или матрический стихотворный размер. Наиболее популярным сочинением Кешавдаса стал второй его трактат о поэзии — «Кавиприя» («Услада поэта»). В нём рассматривается система поэтических украшений — аланкар.
К числу ближайших по времени к трудам Кешавдаса относится трактат Джасванта Сингха «Бхашабхушан». Труд представляет собой краткое изложение теории шрингара-расы с примерами и описание аланкар с иллюстрациями к ним. В одно двустишие вмещалось и определение, и иллюстрирующий его стих. В ряду поэтов этого периода особняком стоит имя Бихарилал (1600—1663), придворного поэта Джайсинха, правителя Амбера (Джайпур), по настоянию которого Бихари создал собрание стихов на брадже — «Сатсаи» («Семь сотен»). Его стихотворения представляют собой иллюстрации ко всем теоретическим разработкам санскритской поэтики, связанным прежде всего с аспектами проявления любовной расы.
Во второй половине XVII — начале XVIII в. в сфере светской литературы выделяется своим творчеством целый ряд поэтов, посвятивших свой труд рассмотрению и освоению тех или иных категорий средств эстетического воздействия поэзии (аланкар, рас, дхвани и т. п.). Из них особого упоминания заслуживают братья Трипатхи.